# Jean-Baptiste Sénac

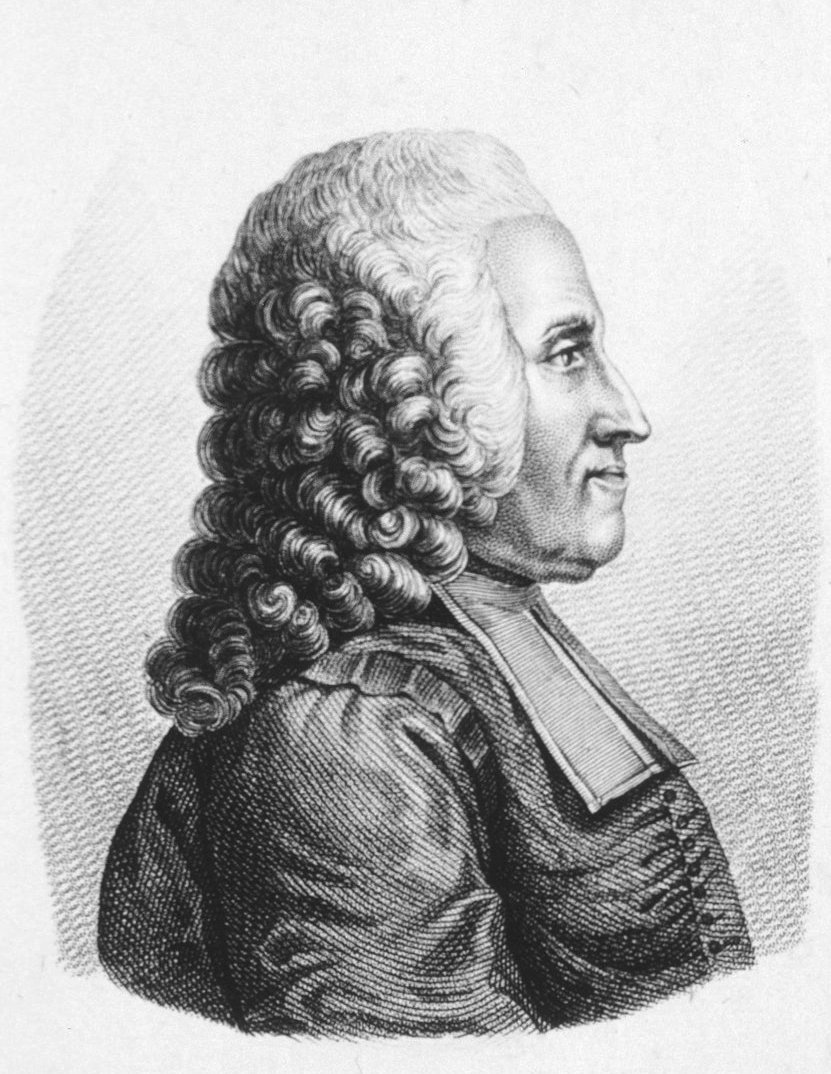
Jean-Baptiste de Sénac

Jean-Baptiste Sénac oder Jean-Baptiste de Sénac (* 1693 in oder bei Lombez im Bistum Lombez/Gascogne; † 20. Dezember 1770 in Paris) war ein französischer Arzt, Anatom, Kardiologe und Leibarzt von König Ludwig XV.

## Leben
Jean-Baptiste (de) Sénac wurde in der französischen Diözese Lombez geboren. Über sein frühes Leben ist wenig bekannt, lediglich, dass er an der Universität Leiden Medizin studierte, später dann in London. Hier hatte er als Lehrer John Freind (1675–1728). 1723 wurde er in die Académie des Sciences aufgenommen, praktizierte ab 1727 in Paris und ab 1733 am Versailler Krankenhaus des Hofes. Er wurde 1745 Leibarzt des Marschalls von Sachsen. Von 1752 bis 1770 war er Erster Leibarzt von König Ludwigs XV.
Vor allem für seine Pionierforschung im Bereich des Herzens ist Sénec bekannt geworden. Sein einflussreichstes Buch Traité de la structure du cœur, de son action, et de ses maladies, welches sich mit der Physiologie, Anatomie und Pathologie des Herzens beschäftigt, veröffentlichte er 1749. Dabei beschäftigt sich das Buch mit Beschwerden und Krankheiten, welche er selbst untersuchte, sowie Diagnosen anderer Ärzte rund um das Herz. Zudem bestätigte dieses kardiologische Fachbuch von William Harvey und Richard Lower gemachte Beobachtungen.
Viele seiner Entdeckungen erlangte er durch Autopsien. Eine dieser Entdeckungen war der Zusammenhang zwischen Vorhofflimmern und Mitralklappeninsuffizienz. Außerdem erforschte er ausführlich die Herzhypertrophie. Weiter untersuchte er die Wirksamkeit von Chinarindenbaumextrakt und Rhabarber als Heilmittel für Herzkrankheiten.

## Schriften
- Traité de la structure du cœur, de son action et de ses maladies. 2 Bände. J. Vincent, Paris 1749.
- De recondita febrium intermittentium, tum remittentium natura, et de earum curatione; variis experimentis & observationibus illustratâ. Fratres de Tournes, Genf 1769.